# USS Aaron Ward (DD-483)
El USS Aaron Ward (DD-483) de la Armada de los Estados Unidos fue un destructor de la clase Gleaves. Fue puesto en gradas en febrero de 1941, botado en noviembre de 1941 y comisionado en marzo de 1942; bautizado en honor al contraalmirante Aaron Ward. Fue hundido el 7 de abril de 1943.

## Construcción
Fue construido por Federal Shipbuilding and Dry Dock Company (Kearny, Nueva Jersey); fue puesto en gradas el 11 de febrero de 1941, botado el 22 de noviembre de 1941 y asignado el 4 de marzo de 1942.

## Historia de servicio
El Aaron Ward luchó en la batalla naval de Guadalcanal (12-13 de noviembre de 1942). Luego de mantenimiento en Pearl Harbor en diciembre de 1942, regresó a Guadalcanal. Allí fue objeto de ataque aéreo japonés que lo dejó fuera de servicio el 7 de abril de 1943. Fue asistido por el barco de rescate de submarinos Ortolan y el remolcador Vireo. Se intentó llevarlo a la costa, sin embargo se fue a pique perdiéndoselo (a corta distancia de la costa). Fue condecorado con cuatro estrellas de batalla.